# اندرو کارنگی
اَندرو کارنِگی (به انگلیسی: Andrew Carnegie) (‎۱۸۳۵–۱۹۱۹) سرمایه‌دار و نیکوکار اسکاتلندی‌تبار آمریکایی بود. او بنیان‌گذار شرکت فولاد کارنگی بود که سپس به شرکت فولاد ایالات متحده یا همان یو.اس. استیل تبدیل شد.
او در طول ۱۸ سال پایانی عمر خود، حدود ۳۵۰ میلیون دلار از دارایی اش را (تقریباً ۶٫۵ میلیارد دلار در سال ۲۰۲۳) وقف فعالیت‌های خیرخواهانه نمود.

## تولد و کودکی
اندرو کارنگی فرزند مارگارت و ویلیام کارنگی در یک کلبه روستایی که تنها یک اتاق داشت در شهر دانفرملین در کشوراسکاتلند متولد شد. آن کلبه علاوه بر محل زندگی خانواده کارنگی، محل کسب و کار پدر خانواده یعنی بافندگی نیز بود. خانواده کارنگی در این کلبه با خانواده دیگری نیز هم‌خانه بودند. بد نیست بدانید که نام او برگرفته شده از نام پدربزرگ پدری‌اش می‌باشد.
تجارت بافندگی پدر کارنگی رو به پیشرفت بود. با افزایش طرفداران پارچه داماسک که برای لباس‌های انگلیسی مورد استفاده قرار می‌گرفت. آنها به خانه‌ای بزرگ‌تری در خیابان ادگار نقل مکان کردند. تا کسب و کارشان را گسترش دهند. او در مدرسه آدام رولان واقع در دانفرملین تحصیلات خود را شروع نمود.
جورج لادر عموی مادری اندرو کارنگی بود که به عنوان یک رهبری سیاسی از او یاد می‌شود. وی تأثیر زیادی بر دوران کودکی اندرو کارنگی گذاشت. او اندرو کارنگی را با آثار رابرت برنز و قهرمانان اسکاتلندی مانند: روبرت یکم، ویلیام والاس و راب روی مک گرگور آشنا کرد. که این آشنایی تأثیر عمیقی بر روی تفکرات اندرو کارنگی گذاشت.
هنگامی که اندرو کارنگی ۱۲ سال داشت کسب و کار بافندگی پدرش شکست خورد. خانواده آنها روزهای سختی را از نظر مالی پشت سر می‌گذاشتند. اوضاع آنها روز به روز بدتر می‌شد تا اینکه پدر خانواده تصمیم گرفت مقداری پول از جورج لادر قرض بگیرد تا به ایالات متحده آمریکا نقل مکان کنند.

## وقف ثروت کارنگی
کارنگی بیشتر ثروت خود را صرف تأسیس موسسات سودمند همگانی مانند کتاب‌خانه‌ها و مدارس و دانشگاه‌ها (همانند دانشگاه کارنگی ملون) کرد. وی در مدت عمر خود ۳۰۰۰ کتابخانه عمومی (همانند کتابخانه مرکزی سیاتل) تأسیس نمود، این کتابخانه‌ها در شهرهای مختلف آمریکا، کانادا، انگلستان، نیوزیلند، اسکاتلند و در فیجی با صرف بیش از ۶۰ میلیون دلار ساخته شدند و در اختیار عموم مردم قرار گرفتند. او همین‌طور قریب ۳۵۰ میلیون دلار صرف ساخت اماکنی همچون تالار کارنگی و حمایت از برنامه‌های فرهنگی نمود. او تلاشهای زیادی برای گسترش صلح در جهان نمود. تأسیس دادگاه بین‌المللی لاهه در هلند یکی از فعالیتهای او در زمینه صلح جهانی است. با توجه به علاقه وافری که به شهر زادگاه در اسکاتلند داشت مبلغ هنگفتی از ثروتش را صرف ساخت ورزشگاه‌ها وسایر مکانهای فرهنگی وهنری در آنجا کرد. همچنین بسیاری از شعرا، نویسندگان، ادبا و محققان برای انجام کارهای فرهنگی و هنری خود از کمکهای او بهره‌مند می‌شدند. او معتقد بود هر فرد ثروتمندی که با نشان دادن شایستگی‌هایش ثروتش را از جامعه به‌دست می‌آورد بایستی بخش مازاد بر نیازش را به جامعه برگرداند تا بتوان صاحب جامعه بهتر شد.
به گفته او:
مردی که ثروتمند بمیرد، بی آبرو مرده است. اندوخته‌های مالی تان را هرگز به بازماندگانتان نسپارید، چون بر روی پای خویش نخواهند توانست ایستاد. به هیئت و بنیاد نیز وامگذارید، چون عاقبت بر خلاف خواسته‌هایتان عمل خواهند کرد. ثروتتان را خود وقف کنید، نه بعنوان بخشش و صدقه، بلکه بعنوان هدیه به موسسات عمومی که در خدمت بشریت می‌کوشند.